# 1053 Vigdis
1053 Vigdis este un asteroid din centura principală, descoperit pe 16 noiembrie 1925, de Max Wolf.